# جيم فلين
جيم فلين (بالإنجليزية: James R. Flynn)‏ هو كاتب أغاني أمريكي، ولد في 24 مارس 1938.